# Patrice Martin
Patrice Martin (ur. 28 sierpnia 1956) – beniński bokser, uczestnik Letnich Igrzysk Olimpijskich 1980. 
Podczas igrzysk w Moskwie, startował w wadze lekkiej. W pierwszej fazie zawodów spotkał się z Jordanem Lesowem z Bułgarii. W drugiej rundzie Martin został znokautowany (w 2 minucie i 16 sekundzie), i tym samym odpadł z rywalizacji o medale, zajmując 17. miejsce.